# Bibile Division
Bibile Division är en division i Sri Lanka.   Den ligger i distriktet Moneragala District och provinsen Uvaprovinsen, i den centrala delen av landet, 160 km öster om huvudstaden Colombo. Antalet invånare är 40 132.